# غريغ تومسون (مدير فني)
غريغ تومسون (بالإنجليزية: Greg Thompson)‏ هو مدير فني أمريكي، ولد في 25 نوفمبر 1950.